# Етика (Спіноза)

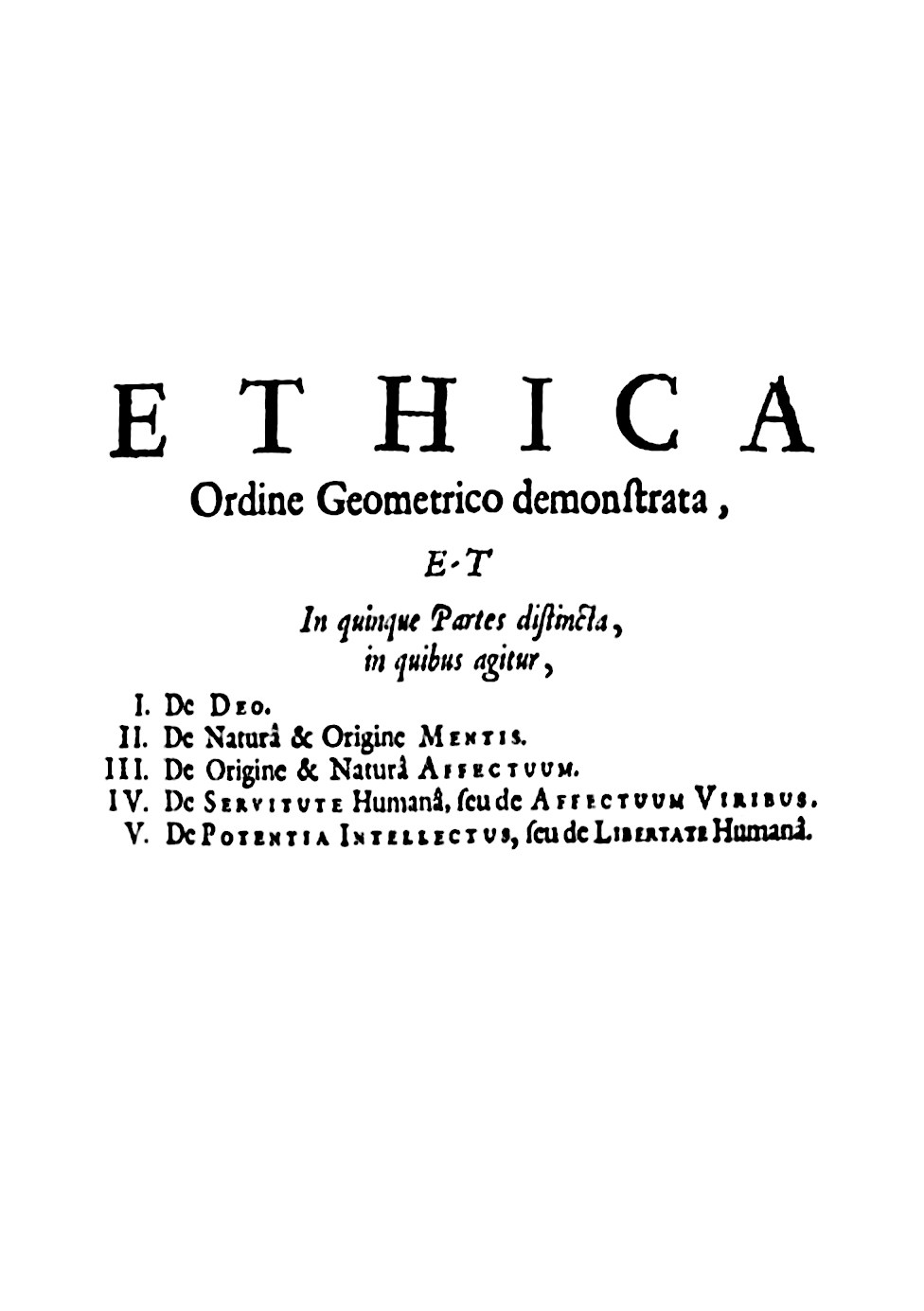
Перша сорінка magnum opus Бенедикта Спінози, Етика, в першому посмертному виданні книги латинською мовою

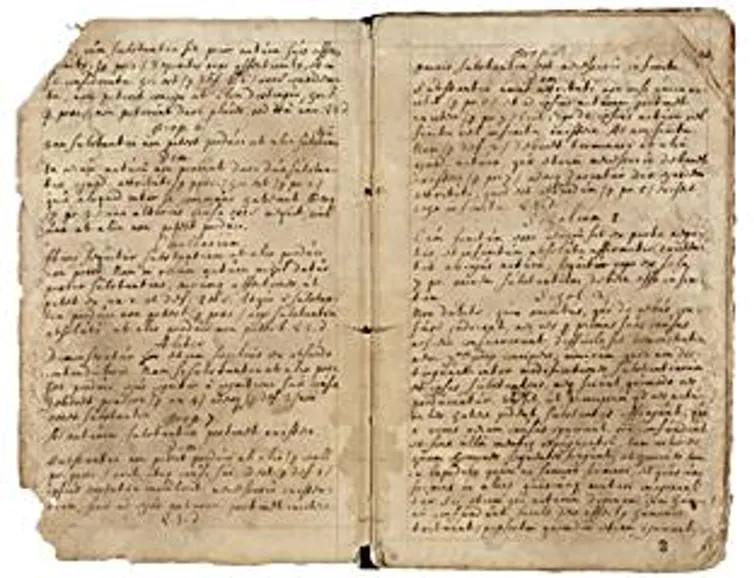
Рукопис «Етики» Бенедикта Спінози. Бібліотека Ватикану, Vat. lat. 12838

Етика, доведена в геометричному порядку (лат. Ethica, ordine geometrico demonstrata), загальновідома, як Етика, філософський трактат латинською мовою, написаний Бенедиктом Спінозою в період між 1661 та 1675 роками. Книга була вперше опублікована в 1677 році після смерті автора.
Ця праця, мабуть, найбільш амбіційна спроба застосування Евклідової геометрії в філософії. Спіноза ставив на початку кожного розділу невелику кількість понять та аксіом з яких він намагався вивести сотні висловлювань та тверджень, таких як «коли розум уявляє нестачу власної сили мислення, то пригнічується цією думкою», "Вільна людина ні про що не думає менше, ніж про смерть ", та «Людський розум не може бути повністю знищений тілом, та деякі наслідки цих спроб залишаються навічно»

## Стислий виклад праці

### Частина I: Бог
Перша частина книги присвячена відносинам між Богом та всесвітом. Авраамічні віровчення розглядають існування Бога за межами всесвіту, який він створив з якоїсь причини та міг створити його і інакшим, якби забажав. Спіноза відкидав ці твердження та вважав, що Бог це і є світ, в якому ми живемо.
Спіноза виклав свої аргументи в серії обґрунтованих «висловлювань». Він розпочав з висловлювання, що «в природі не можуть існувати двох або більше субстанцій, що мають однакові ознаки та природу походження».

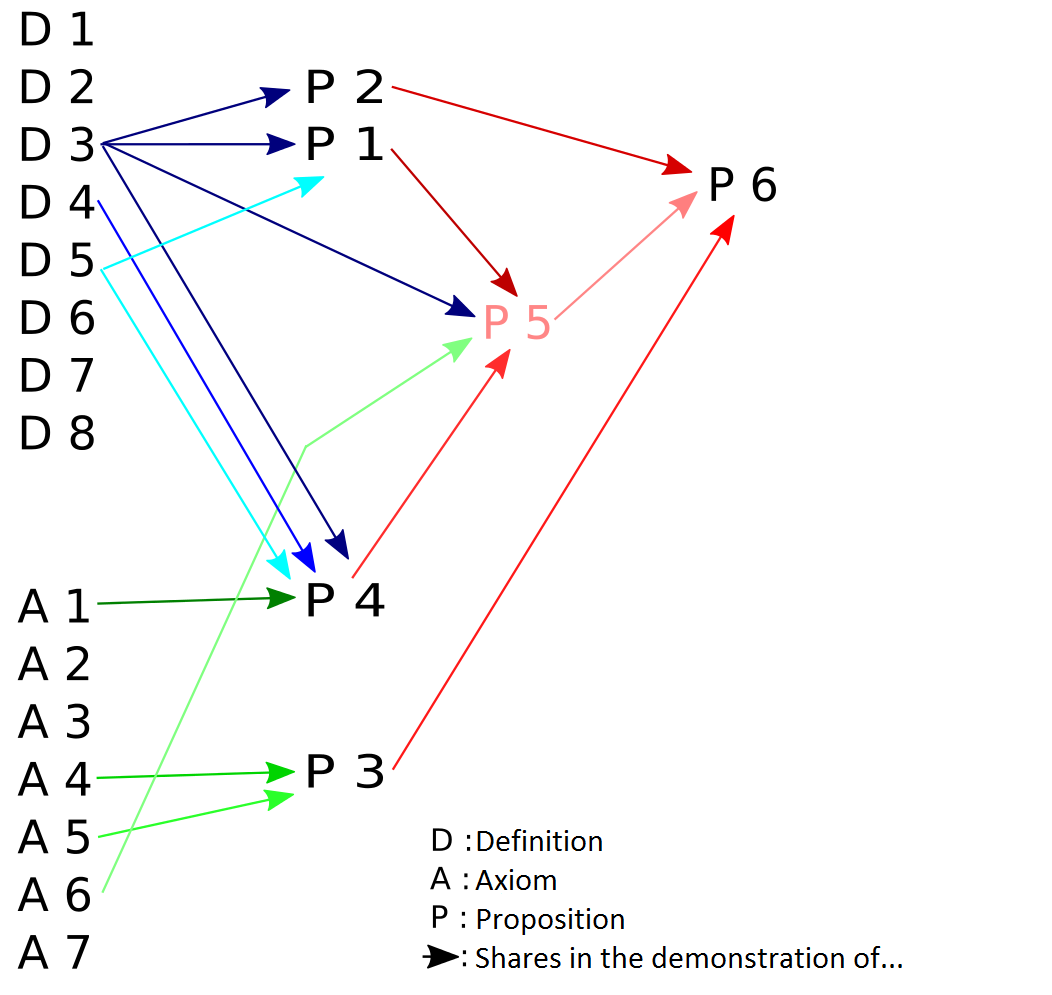
Логічна побудова перших шести висловлювань в Етиці Спінози

### Частина II: Буття та його походження
Друга частина книги фокусується на розумі та тілі людини. Спіноза ставить під сумнів деякі позиції психофізичного дуалізму: (1) про те, що тіло і розум окремі субстанції і можуть впливати один на одного; (2) те, що ми знаємо наш розум ліпше за наші тіла; (3) те, що наші чуття варті довіри; (4) незважаючи на той факт, що ми створені Богом, ми можемо робити помилки, які на наше власне переконання є особистим волевиявлення. Спіноза відкидає всі точки зору Рене Декарта. Розглядаючи пункт (1), Спіноза доводит, що душа і тіло окремі речі, які розглядаються незалежно одне від одного. Все буття може бути зображене критеріями думок або критеріями тіла. Хоча ми не можемо поєднувати ці два види опису речей, як це робить Декарт, і каже, що розум впливає на тіло або навпаки. І на додачу те, що власні знання розуму не є основоположними, тому що вони не можуть знати власних думок краще ніж знають шляхи впливу на тіло інших тіл.

### Частина III: Походження та природа емоцій
В третій частині Етики Спіноза розмірковує на тему того, що всі істоти, включно з людьми, намагаються залишитись у своїй подобі. Зазвичай це сприймається як намагання істоти існувати якнайдовше. Спіноза пояснює, що ці намагання («конатус») і є основою наших емоцій (кохання, ненависть, радість, смуток та інші). Наш мозок, в залежності від випадку, може бути в активному чи пасивному стані. У випадках коли на думку спадають адекватні ідеї, то наш мозок перебуває в активному стані, коли неадекватні — в пасивному.

### Частина IV: Рабство людства або сила емоційOf the Servitude of Humanity, or the Strength of the Emotions
В четвертій частині аналізується людські пристрасті, в яких Спіноза бачить рушії мозку, які скеровують на пошук джерел задоволення та уникнення того, що спричиняє біль. Під словом «неволя» він має на увазі домінування цих пристрастей та рушіїв, які в свою чергу є неконтрольованими, змучують людей та призводять до неможливості людства жити у мирі та злагоді.

### Частина V: Сила думки або свобода людства
П'ята частина стверджує, що розум може керувати пристрастями задля отримання злагоди, Спіноза це називав самозбереженням: тільки за допомогою здорового глузду людина може відрізнити пристрасті, яка сприяє злагоді від тих, які є дуже шкідливими. За допомогою розуму ми бачимо речі такими, як вони є Sub specie aeternitatis (з точки зору вічності) і через це Спіноза сприймав Бога та буття як неподільні речі. Знаючи речі такими, якими вони мають бути, ми вдосконалюємо наші знання про Бога. Дивлячись на те, що всі речі визначені буттям такими, якими вони справді є, ми можемо досягнути раціонального спокою, який найкращим чином сприяє нашому щастю та звільняє нас від рушійної сили пристрастей.

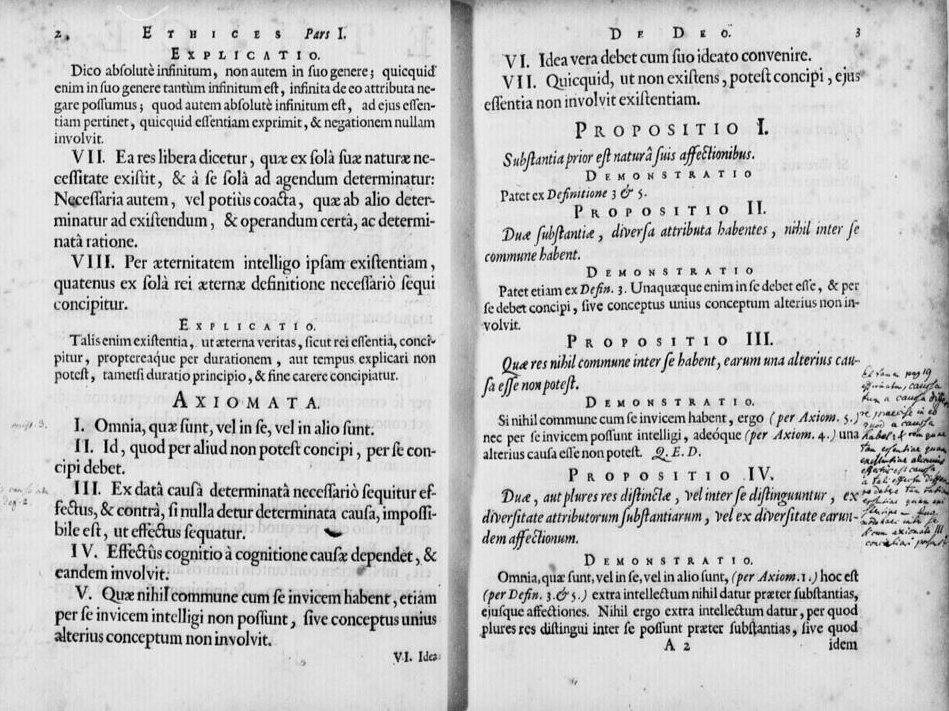
Оригінал першої частини Етики

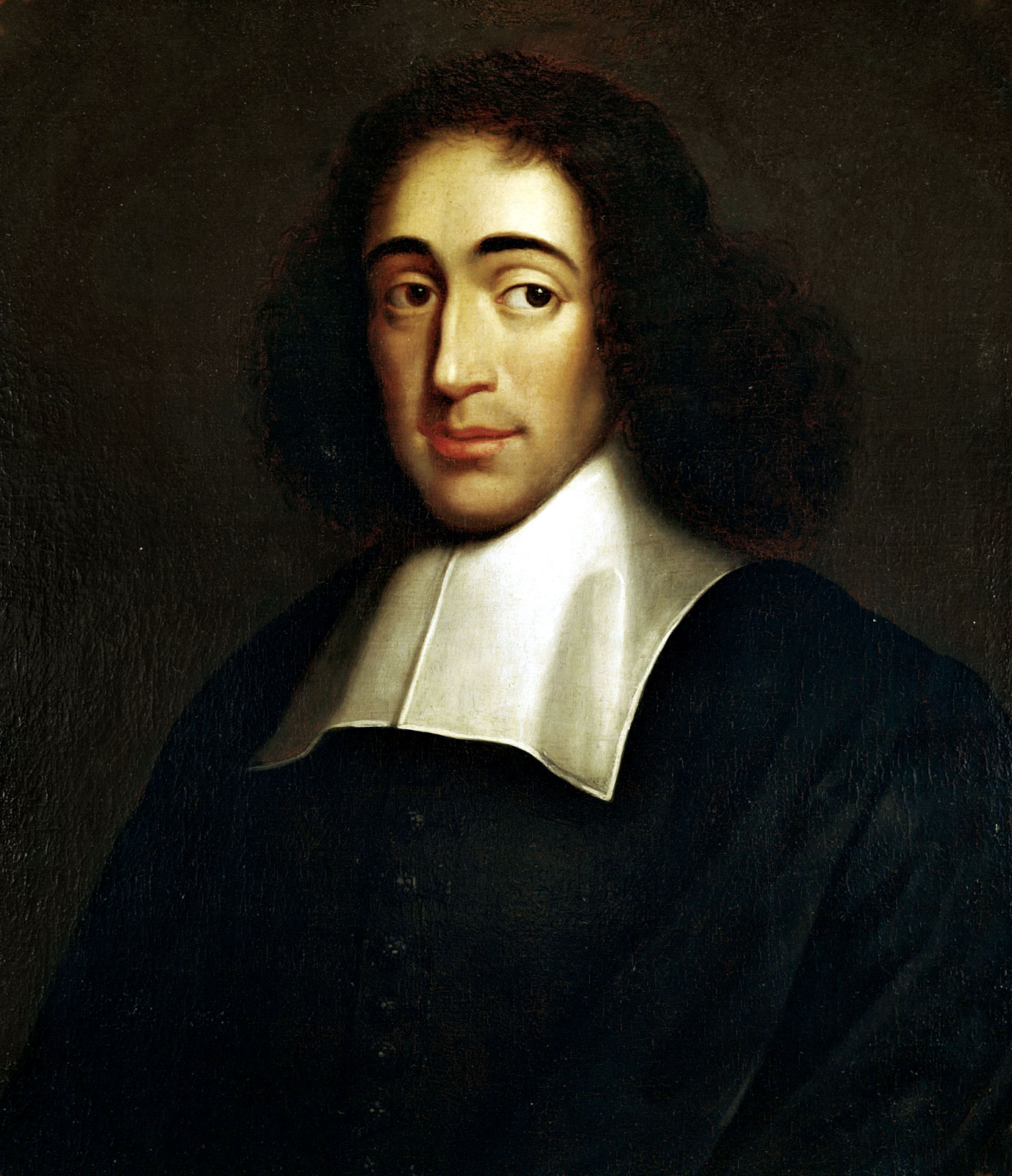
Портрет Бенедикта Спінози, 1665 рік.

## Сприйняття
Невдовзі після смерті Бенедикта Спінози в 1677 році, його робота потрапила до списку заборонених книг Католицької церкви. Незабаром з'явились і осуди його роботи.
Наступні сто років, якщо європейські філософи читали цю «єретичну книгу», то тримали цей факт у таємниці. А той факт, наскільки вони заглибились та поділяли ці заборонені вчення Спінози, залишався темою постійних інтриг. Наприкінці 18-го сторіччя повернення до поглядів Спінози у працях філософів наробило багато галасу в німецьких колах філософів.
Перший відомий переклад Етики англійською було здійснено в 1856 році англійською письменницею Мері Енн Еванс, відомою під псевдонімом Джордж Еліот. Хоча друком книга вийшла набагато пізніше — в 1883 році, розкривши погляди Спінози англомовним метафізикам кінця 19-го сторіччя.

## Видання українською мовою
Бенедикт Спіноза, Етика -:Мультимедійне видавництво Стрельбицького, 2015